# Дунайская военная флотилия
Дунайская военная флотилия — советское оперативное объединение военных кораблей и судов Черноморского флота ВС Союза ССР, в период 1940—1941 годов и отдельное оперативное объединение ВМФ СССР в период 1944—1960 годов, действовавшее на Дунайском речном бассейне, а также на Южнобугском и Днепровском речных бассейнах.

## История
Дунайская военная флотилия 1-го формирования
Флотилия сформирована на Дунае в июле 1940 года, в связи с присоединением Бессарабии и Северной Буковины к СССР. Первоначально формирование базировалась в Измаиле.
В состав флотилии вошли корабли и суда, выделенные из состава Днепровской флотилии и Черноморского флота. Операционная зона флотилии простиралась более чем на 120 км — от устья реки до порта Рени. Флотилия входила в состав Черноморского флота, а оперативно была подчинена Одесскому военному округу. Перед флотилией стояли задачи: не допустить прорыва кораблей противника ниже порта Рени; не дать ему форсировать реку на участке Галац — устье Дуная; отразить совместно с армейскими частями попытку удара с направления Галац на Джуржулешты.
К началу Великой Отечественной войны побережье в районах Галаца, Исакчи, Чатала и Периправы было оборудовано противодесантными средствами, здесь же были установлены береговые батареи Дунайского сектора береговой обороны, организационно входившего в состав флотилии.
За несколько дней до начала военных действий Дунайская флотилия была оперативно подчинена 14-му стрелковому корпусу, на который возлагалась оборона всей Южной Бессарабии.
В начале Великой Отечественной войны совместно с войсками Южного фронта отражала удары румынских войск в ходе Приграничных сражений в Молдавии. 24 июня и 25 июня 1941 года корабли флотилии успешно высадили самые первые в годы Великой Отечественной войны советские десанты на Дунае (см. Дунайский десант) и содействовали обороне захваченных на румынском берегу плацдармов почти месяц (до 19 июля). Флотилия активно поддерживала войска Южного фронта в оборонительной операции в Молдавии. В связи с отходом советских войск перебазировалась в Одессу, затем Николаев и Херсон, обеспечивала переправы через Южный Буг и Днепр. Корабли и личный состав флотилии участвовали в обороне Одессы.
Расформирована 21 ноября 1941 года.
Дунайская военная флотилия 2-го формирования
Вторично флотилия была сформирована приказом Наркома ВМФ от 13 апреля 1944 года. Основой для её формирования послужила бывшая Азовская военная флотилия Черноморского флота. Переброска первых кораблей и материальной базы флотилии началась с Азовского моря в Одессу по железной дороге, поскольку Крым ещё не был освобождён.
Боевое крещение воссозданная Дунайская флотилия приняла в Ясско-Кишинёвской наступательной операции, затем активно действовала в Белградской операции, Будапештской операции, Венской наступательной операции и в значительном количестве армейских и частных наступательных операций.
Флотилия поддерживала артиллерийским огнём приречные фланги сухопутных войск, высадила 20 тактических десантов с высадкой около 25 000 человек (в том числе форсирование Днестровского лимана, десант в Жебрияны — Вилково, десант в Килию Новую, десанты в Радуевац и Прахово, десант в Смедерево, десант в Дунапентеле, Вуковарский десант, Герьенский десант, Эстергомский десант, Радваньский десант, десант у Орта, десант в районе Опатовац – Сотин, десант на Имперский мост). Проведено 12 набеговых операция и 25 массированных обстрелов прибрежных позиций противника по заявкам сухопутных войск. На Дунае вытралена 391 мина. Обеспечивая маневр наступавших по берегам Дуная советских войск, флотилия перевезла через него около 1 млн человек, более 1500 танков и самоходных артиллерийских установок (САУ).
После капитуляции Германии война для Дунайской флотилии не окончилась. Всю навигацию 1945 года и часть навигации 1946 года моряки флотилии вели боевое траление русла Дуная и гаваней на его берегах (при этом на минах погибли и получили повреждения несколько катеров-тральщиков, погибли десятки моряков). В 1945-1946 годах моряки флотилии участвовали в восстановлении Панчевского железнодорожного моста через Дунай под Белградом. Гитлеровцы не только взорвали каждую опору и каждый пролёт этого поста, но и сбросили в воду с каждого пролёта по железнодорожному эшелону с металлоломом, сверху — тонны металлических конструкций, а затем заминировали все эти завалы специально доставленными морскими минами и авиационными бомбами. Моряки флотилии сначала разминировали всё это подводное крошево (из-под воды извлечено боеприпасов в расчёта на 100 тонн взрывчатки), а затем разделывали искореженные металлические конструкции и кранами извлекали их (в целом подняло 5 800 тонн металла). Мост вступил в строй в ноябре 1946 года..
Расформирована в 1960 году.

## Командный состав
В годы Великой Отечественной войны и в послевоенное время флотилией командовали:
- контр-адмирал Н. О. Абрамов (июль 1940 года — сентябрь 1941 года);
- контр-адмирал А. С. Фролов (сентябрь — ноябрь 1941 года);
- вице-адмирал С. Г. Горшков (апрель — декабрь 1944 года);
- контр-адмирал Г. Н. Холостяков (декабрь 1944 года — 1948 год);
- контр-адмирал С. Е. Чурсин 1948—1951;
- вице-адмирал В. А. Ципанович 1952—1955 ;
- контр-адмирал А. А. Ураган 1955—1956;
- контр-адмирал Н. М. Бачков 1956—1960.

Начальники штаба:
- капитан 1-го ранга В. В. Григорьев (июль 1940 года — сентябрь 1941 года);
- капитан 1-го ранга А. В. Свердлов (апрель — август 1944 года);
- капитан 1-го ранга А. А. Ураган 08.1944—09.1944;
- капитан 1-го ранга А. В. Свердлов 09.1944—04.1949;
- капитан 1-го ранга А. Ф. Аржавкин 04.1949—11.1949;
- капитан 1-го ранга А. В. Свердлов 11.1949—01.1950;
- капитан 1-го ранга Г. С. Гусев 1951—01.1952;
- капитан 1-го ранга А. В. Загребин 01.1952—02.1952;
- капитан 1-го ранга Г. С. Гусев 02.1952—09.1960.

Члены Военного совета:
- капитан 1-го ранга А. А. Матушкин (апрель 1944 г. — до конца войны).

Командиры 1-й (95-й) Краснознаменной Керченско-Венской бригады речных кораблей:
- 04.1944—05.1945 — капитан 3-го ранга (с 12.1944 — капитан 2-го ранга) П. И. Державин.

Командиры 2-й Краснознаменной Сулинско-Братиславской ордена Ушакова бригады речных кораблей:
Капитан 2 ранга Давыдов П.П.
Капитан 2 ранга Аржавкин, Александр Федорович 
Командиры 1-й (116-й) Краснознаменной бригады траления (бригады тральщиков, бригады речных кораблей):

## Боевой состав

### Июнь 1941 года
Перед началом Великой Отечественной войны Дунайская военная флотилия Черноморского флота имела в своём составе дивизион мониторов (5 единиц), дивизион бронекатеров (22 единицы), отряд катеров-тральщиков (7 катеров, по советской классификации — речные тральщики), отряд аэроглиссеров (6 единиц, в документах того времени части именовались полуглиссерами), 1 минный заградитель, 4 катера «морской охотник», 17 судов обеспечения (штабной корабль, плавмастерская, госпитальное судно, 2 колёсных буксира и т.д.). Также флотилии были оперативно подчинены 1 истребительная эскадрилья ВВС ЧФ (14 истребителей), 5 артиллерийских батарей, 1 зенитно-артиллерийский дивизион, 1 пулемётная и 1 стрелковая роты, и другие части Дунайского сектора береговой обороны Черноморского флота (ДуСБО ЧФ).
Кроме того, на Измаил базировался 4-й Черноморский отряд пограничных судов (4 ЧОПС) Морской пограничной охраны НКВД СССР, имевший более 30 пограничных катеров (в том числе типа «МО»), которые влились в состав флотилии после начала боевых действий.

#### Корабельный состав флотилии на 22 июня 1941 года
| Дивизион мониторов | Дивизион мониторов | Дивизион бронекатеров | Дивизион бронекатеров | Отряд катеров-тральщиков | Отряд катеров-тральщиков | Отряд полуглиссеров | Минные заградители |
| ------------------ | ------------------ | --------------------- | --------------------- | ------------------------ | ------------------------ | ------------------- | ------------------ |
| Дивизион мониторов | Дивизион мониторов | проекта 1125          |                       | Отряд катеров-тральщиков | Отряд катеров-тральщиков | Отряд полуглиссеров | Минные заградители |
| «Ударный»          | «Ударный»          | БКА № 101             | БКА № 304             | РТЩ-101                  | типа МСВ-38              | Всего — 6 единиц    | «Колхозник»        |
| «Железняков»       | проекта СБ-37      | БКА № 102             | БКА № 401             | РТЩ-102                  | типа МСВ-38              | Всего — 6 единиц    |                    |
| «Жемчужин»         | проекта СБ-37      | БКА № 103             | БКА № 402             | РТЩ-103                  | типа К15-М17             | Всего — 6 единиц    |                    |
| «Мартынов»         | проекта СБ-37      | БКА № 104             | БКА № 403             | РТЩ-104                  | типа К15-М17             | Всего — 6 единиц    |                    |
| «Ростовцев»        | проекта СБ-37      | БКА № 201             | БКА № 404             | РТЩ-105                  | типа К15-М17             | Всего — 6 единиц    |                    |
|                    |                    | БКА № 202             | БКА № 405             | РТЩ-106                  | типа К15-М17             | Всего — 6 единиц    |                    |
| БКА № 203          | БКА № 501          | РТЩ-107               |                       |                          | типа К15-М17             | Всего — 6 единиц    |                    |
| БКА № 204          | БКА № 502          |                       |                       |                          |                          | Всего — 6 единиц    |                    |
| БКА № 301          | БКА № 503          |                       |                       |                          |                          | Всего — 6 единиц    |                    |
| БКА № 302          | БКА № 504          |                       |                       |                          |                          | Всего — 6 единиц    |                    |
| БКА № 303          | БКА № 505          |                       |                       |                          |                          | Всего — 6 единиц    |                    |

| Штабной корабль | Госпитальные суда    | Плавучие мастерские | Буксиры | Шхуны и катера    |
| --------------- | -------------------- | ------------------- | ------- | ----------------- |
| «Буг»           | «Советская Буковина» | ДМ-10               | ИП-22   | Всего — 12 единиц |
| «Буг»           |                      | ИП-23               |         | Всего — 12 единиц |

#### Военно-воздушные силы флотилии на 22 июня 1941 года
- 96-я отдельная истребительная авиаэскадрилья ВВС ЧФ — 3 И-153 + 13 И-15бис (Измаил).

#### Дунайский сектор береговой обороны
К началу войны сектор береговой обороны организационно входил в состав Дунайской флотилии. Береговые батареи сектора береговой обороны дислоцировались на побережье в районах Галаца, Исакчи, Чатала и Периправы. Сектор имел в своём составе две стационарные батареи и пять батарей на механической тяге, 23 орудия калибром от 45 до 152-мм. Береговые батареи располагались: № 725 (152-мм подвижная) — в Измаиле; № 724 (152-мм подвижная) — в селении Джуржулешты; № 717 (130-мм стационарная) — в селении Жебрияны; № 65 (45-мм противокатерная) — в г. Новая Килия; № 7 (75-мм стационарная) — в г. Вилково.
Состав Дунайского сектора береговой обороны по состоянию на 22 июня 1941 г.:
- 724-я подвижная артиллерийская батарея ДуСБО ЧФ — 4 × 152-мм (Джурджулешть);
- 725-я подвижная артиллерийская батарея ДуСБО ЧФ — 4 × 152-мм (Измаил);
- 717-я артиллерийская батарея ДуСБО ЧФ — 3 × 130-мм (Жебрияны);
- 7-я артиллерийская батарея ДуСБО ЧФ — 4 × 75-мм (Вилково);
- 65-я артиллерийская батарея ДуСБО ЧФ — 4 × 45-мм (Килия);
- 46-й отдельный зенитно-артиллерийский дивизион ДуСБО ЧФ — 12 × 76,2-мм (Измаил);
- Отдельная прожекторная рота ДуСБО ЧФ;
- 17-я отдельная пулемётная рота ДуСБО ЧФ;
- 7-я отдельная рота морской пехоты ДуСБО ЧФ;
- Отдельная рота связи ДуСБО ЧФ;
- Отдельная местная стрелковая (караульная) рота ВМБ Измаил;

27 июня 1941 г. в Измаиле была установлена батарея № 726 (122-мм подвижная) с дальностью стрельбы 24 км.
17 июля 1941 г. высшее армейское командование приняло решение оставить Бессарабию ввиду сложившейся крайне тяжёлой обстановки. Перед флотилией была поставлена задача эвакуировать свои тылы в Одессу и прикрыть со стороны Дуная отход частей 14-го стрелкового корпуса. Боевые корабли после выполнения этих задач должны были прорваться в море и следовать в Одессу. Батарея № 717 была снята и эвакуирована, батарея № 7 — взорвана при отходе. Батареи № 724, 725, 726, 65 по решению Военного совета Черноморского флота были переданы Одесской военно-морской базе и Киркитинскому сектору береговой обороны, где они с успехом действовали под Одессой и Николаевом. [БА_1967(20)] За умелое руководство боевыми действиями и проявленные мужество и отвагу большая группа бойцов и командиров Дунайской флотилии была награждена орденами и медалями. В числе их орденом Красного Знамени был награждён командир береговой батареи № 724 старший лейтенант А. В. Сидоров..[БА_1967(20)]

### Апрель 1944 года
В начале августа 1944 года, после создания Дунайской военной флотилии, разведотряд разведотдела Штаба ЧФ под командованием В. А. Калганова "Бороды" был передан в ее распоряжение и стал называться разведотрядом разведывательного отдела штаба Дунайской флотилии. 24 августа 1944 года, в ходе наступления 3-го Украинского фронта, корабли флотилии вошли в Дунай. Для обеспечения их действий требовались разведданные, которые доставляли разведчики-черноморцы. Они устанавливали пути прохода бронекатеров, опрашивая местных жителей, уточняли минирование фарватеров, выявляли позиции береговых батарей, а также подбирали плацдармы для десантов. Постоянная задача - захват «языков». 

## Операции
Корабли Дунайской военной флотилии участвовали в:
- Приграничных сражениях в Молдавии;
- Обороне Одессы;
- Ясско-Кишинёвской операции;
- Белградской операции;
- Будапештской операции;
- Венской наступательной операции;
- Значительном количестве армейских и частных наступательных операций.

## Награды
- 6 января 1945 года —  Орден Красного Знамени — награждена указом Президиума Верховного Совета СССР от 6 января 1945 года за образцовое выполнение заданий командования в боях с немецкими захватчиками при форсировании Дуная и прорыве обороны противника и проявленные при этом доблесть и мужество.
- 5 апреля 1945 года — Орден Нахимова I степени — награждена указом Президиума Верховного Совета СССР от 5 апреля 1945 года за образцовое выполнение заданий командования в боях с немецкими захватчиками при овладении городом Будапешт и проявленные при этом доблесть и мужество.
- Орден Кутузова II степени

## Память
В память о подвигах моряках Дунайской военной флотилии установлены памятнике в Херсоне и Измаиле. Помимо этого, в честь Дунайской военной флотилии названа одна из улиц Херсона.

## Комментарии
1. ↑  Наименование формирования, указанное у А. В. Платонова[7], имевшее на вооружении аэроглиссеры типа НКЛ-5[8].
2. ↑  Аэроглиссеры типа НКЛ-5[8].
3. ↑  Теплоход 1931 года постройки по проекту СБ-11 завода «Ленинская кузница», переклассифицированный в речной минный заградитель: 

… Распространённое утверждение о том, что ЗМ «Колхозник» был переоборудован из колёсного буксирного парохода, не подтверждается результатами подводного обследования остова корабля…— «Корабли ВМФ СССР накануне и в годы Великой Отечественной войны»[9].
4. ↑  Бывший речной колёсный пассажирский пароход Российской империи «Перевал». Захвачен Польшей в ходе Советско-польской войны 1919—1921 годов. В составе ВМС Войска Польского сначала носил обозначение D-2, затем название «Генерал Сикорский» (пол. «Generał Sikorski»). Во время Польского похода Красной Армии в 1939 году затоплен польским экипажем. В том же году поднят и восстановлен. В 1940 году вошёл в состав Днепровской флотилии под названием «Буг», после расформирования последней — в состав Дунайской военной флотилии.
5. ↑  Бывший румынский пассажирский пароход «Принц Николай» (рум. «Principele Nicolae»), захваченный в ходе Бессарабского похода Красной Армии 1940 года.
6. ↑  ДМ — дебаркадер металлический.
7. ↑  Бывший речной колёсный буксирный пароход 1939 года постройки по проекту СБ-51 типа «Большевик» завода «Ленинская кузница» — по типу речного колёсного буксирного парохода «Бурлак» 1885 года постройки.
8. ↑  Бывший речной колёсный буксирный пароход 1939 года постройки по проекту СБ-68 типа «Большевик» завода «Ленинская кузница» — по типу речного колёсного буксирного парохода «Бурлак» 1885 года постройки.